# 엘리베이터 올라타기
"엘리베이터 올라타기"는 1986년에 개봉한 대한민국의 영화이다.

## 캐스팅
- 정동환 : 택구 역
- 선우일란 : 동희 역
- 최영준 : 용식 역
- 민복기 : 유경 역
- 길달호 : 형사 B 역
- 이경우 : 운전수 역
- 박근형 : 한 사장 역
- 오수비 : 세화 역
- 남포동 : 운전수 역
- 조주미
- 오영수
- 최광옥
- 백송
- 한윤경 (특별출연)